# فكرة
الفكرة (الجمع: أَفْكَار) هي كل ما يتردَّد على الخاطر من آراء بالتأمل والتدبر، وما يخطر في العقل البشري، من أشياء أو حلول أو اقتراحات مستحدثة أو تحليلات للوقائع والأحداث، فالفكرة هي نتاج التفكير، والتفكير هو أحد أهم ميزات النوع البشري؛ فقدرة الإنسان على توليد الأفكار تترافق مع قدرته على الاستنتاج والتعبير عن النفس، والأفكار هي ما يولد المصطلحات، التي تشكل أساس أي نوع من أنواع المعرفة سواءً كانت نوعًا من أنواع العلوم أو الفلسفة.

## الأفكار
الأفكار هي مجموع العوامل التي يكتسبها الفرد في حياته، من الحياة نفسها طالما أنه ما زال على قيد الحياة والإنسان ما هو إلا مجموعة من سلسلة أفكار تتحول لسلوك إنساني ومنها تتبلور شخصية الإنسان، فعن طريق بلورته لتلك الأفكار تتبلور شخصيته.
تعتمد الأفكار على تلك المولدات التي يقوم بها العقل عند استقبال حدث ما، حيث يتم بلورة الحدث في اللاشعور إلى فكرة طريحة يتم إهمالها في العقل الباطن إلى أن تتولد فكرة جديدة أو حدث معين يظهرها في ثوبها الجديد، والإنسان ما هو إلا مجموعة من الأفكار التي تتحكم في سلوكه وتصرفاته، ويقوم علم النفس التحليلي على مبدأ التحليل العملي للأفكار النفسية والمكتسبة في الحدث النفسي والصدمي والذي من خلاله يتم التعرف على تلك الفكرة المولدة للتوتر النفسي والذي يتم به العلاج النفسي.
مع العلم أن العقل والقلب يمكن أن يكونا مترادفين في المعنى والأفكار هي مزيج المشاعر بين القلب والعقل

## قوة الفكرة
تعتمد قوة الفكرة التي من الممكن أن تؤثر في حياة الإنسان على مبدأ الخبرة الفعلية في حياة الفرد، تنقسم الأفكار إلى أفكار سلوكية وأفكار نفسية أي أفكار مؤثرة في حياة الفرد، أما الأفكار التي تؤثر في حياة الإنسان فهي تلك الأفكار التي تتولد نتيجة اكتساب الفرد لمجموعة الخبرات الانفعالية في حياته العملية، أما الخبرات النفسية التي تتحول إلى مرض نفسي فهي تلك الأفكار التي من الممكن أن تقهر حياة الفرد أحيانًا بحيث تحوله إلى مريض نفسي.

## الإنسان والأفكار
الإنسان ما هو إلا مجموعة من الأفكار النفسية التي من الممكن أن يستفيد منها أو لا، وتتوقف خبرات الأفراد على محصلة الاستفادة من تلك الخبرات التي يتم الاستفادة منها في محيط حياة المرء، والإنسان العاقل فهو ذاك الإنسان الذي يستفيد من كل الأفكار التي يتعرض لها في حياته، وأحيانا يتعرض الإنسان لخبرات مؤلمة في حياته، أما الإنسان القوي فهو ذاك الإنسان الذي يتحكم في مدى تأثير الفكرة في حياته.